# Leondino Giombini
Leondino Giombini (ur. 30 stycznia 1975 w Ankonie) – włoski siatkarz występujący obecnie w Serie A, w drużynie Lube Banca Macerata. Gra na pozycji atakującego. Mierzy 205 cm. 134 razy wystąpił w reprezentacji Włoch.

## Kariera
- 1990–1994  Sidis Falconara
- 1994–1995  Sisley Treviso
- 1995–1999  Ravenna
- 1999–2000  Iveco Palermo
- 2000–2002  Itas Diatec Trentino
- 2002–2003  Sira Cucine Ancona
- 2003–2004  Kerakoll Modena
- 2004–2005  Prisma Taranto
- 2005–2006  Copra Genova
- 2006–2007  Cimone Modena
- 2007–2013  Sparkling Milano
- 2013–      Lube Banca Macerata

## Sukcesy
- Mistrzostwo Europy: 1999
- Zwycięstwo w Lidze Światowej: 1997, 1999, 2000
- Puchar Ligi Mistrzów: 1995
- Puchar CEV: 1997, 2004
- Superpuchar Europy: 1994
- Mistrzostwo Włoch: 2014